# Cassipourea carringtoniana
Cassipourea carringtoniana är en tvåhjärtbladig växtart som beskrevs av Eduardo José Santos Moreira Mendes. Cassipourea carringtoniana ingår i släktet Cassipourea, och familjen Rhizophoraceae. Inga underarter finns listade i Catalogue of Life.